# 室伏重信
室伏重信（日语：／ Murofushi Shigenobu，1945年10月2日—），日本男子链球运动员。他曾获得1970年亚洲运动会、1974年亚洲运动会、1978年亚洲运动会、1982年亚洲运动会和1986年亚洲运动会男子链球金牌。

## 外部連結
- 室伏重信在国际奥林匹克委员会的资料
- 室伏重信在的頁面